# Hans-Jürgen Albrecht
Hans-Jürgen Albrecht (* 29. Oktober 1944) ist ein ehemaliger deutscher Fußballspieler. Zwischen 1963 und 1971 bestritt er in der DDR-Oberliga, der höchsten Spielklasse im DDR-Fußball, für den SC Leipzig, die Wismut Gera und den FC Rot-Weiß Erfurt insgesamt 81 Spiele und erzielte 23 Tore. Albrecht ist zweifacher Junioren-Nationalspieler der DDR.

## Sportliche Laufbahn
Bis 1963 spielte Hans-Jürgen Albrecht als Nachwuchsspieler bei Motor Altenburg. Von 1962 bis 1963 gehörte er zum Kader der DDR-Juniorennationalmannschaft, für die er zwei Länderspiele bestritt. Zur Saison 1963/64 wurde er zum Fußballschwerpunkt der Region, dem DDR-Oberligisten SC Leipzig delegiert. Trainer Rudolf Krause setzte ihn erstmals am 4. Spieltag als halbrechten Stürmer in der Oberliga ein. Nach einem weiteren Einsatz am 7. Spieltag wurde Albrecht nicht mehr in der Oberligamannschaft aufgeboten. Im Mai 1965 wurde er zum Militärdienst einberufen und konnte in dieser Zeit bei der Armeesportgemeinschaft Vorwärts Rostock Fußball spielen. Bis zum Oktober 1966 kam Albrecht für die ASG zu 37 Einsätzen in der zweitklassigen DDR-Liga und erzielte dabei acht Tore.
Nach dem Ende seines Armeedienstes schloss sich Albrecht dem Oberliga-Aufsteiger Wismut Gera an. Dort wurde er schon im November 1966 eingesetzt und kam bis zum Saisonende 1966/67 auf elf Oberligaspiele und zwei Tore. Dabei wurde er stets als Stürmer eingesetzt. Da Gera den Klassenerhalt nicht schaffte, spielte Albrecht 1967/68 mit der Motor-Mannschaft wieder in der DDR-Liga. Von den 30 Punktspielen absolvierte er nur 19 Begegnungen, kam aber zu sechs Toren.
Im Sommer 1968 wechselte Albrecht zum Oberligisten FC Rot-Weiß Erfurt. Dort bestritt er bis 1971 drei Spielzeiten in der DDR-Spitzenliga. Er war stets Stammspieler der Erfurter und wurde in den 78 Punktspielen von 1968 bis 1971 68-mal aufgeboten. Dabei spielte er weiterhin im Angriff und erzielte 21 Tore. 1971 stieg der FC Rot-Weiß in die DDR-Liga ab, wo Albrecht in der Saison 1971/72 in 18 von 22 Punktspielen zum Einsatz kam und sechs Tore zum sofortigen Wiederaufstieg beisteuerte. In der Saison 1973/74 gehörte Albrecht nicht mehr zum Oberligaaufgebot. Bis 1975 bestritt er für die DDR-Liga-Mannschaft Rot-Weiß Erfurt II noch zehn Punktspiele ohne Torerfolg.
Von 1975 bis 1980 spielte Albrecht beim drittklassigen Bezirksligisten Motor Geithain, wo er 1975 mit 23 Treffern Torschützenkönig der Bezirksliga Leipzig wurde. Anschließend beendete er seine Laufbahn als Fußballspieler.